# Дефибратор
Дефибратор — устройство, предназначенное для получения древесной массы. По назначению схоже с дефибрером, однако отличается от него по конструкции, принципу действия и используемому сырью. Применяется на целлюлозно-бумажном производстве либо при изготовлении древесноволокнистых плит.

## История создания
В 1931 году шведский инженер Арне Асплунд оформил патент на метод дефибрации древесной щепы, подразумевавший предварительную обработку сырья паром и его последующее истирание при помощи абразивных дисков. Метод был им реализован в устройстве, которое Асплунд назвал дефибратором. Впоследствии он основал компанию Defibrator AB, которая специализировалась на выпуске соответствующей аппаратуры.

## Принцип действия
В дефибраторе древесная масса изготавливается из щепы, которая размалывается между двумя рифлеными металлическими дисками, неподвижным и вращающимся. Исходный материал, получаемый путём измельчения лесопильных отходов в рубильных машинах, предварительно подвергается обработке паром при давлении 10 — 12 кгс / см2 и температуре 165—175 °С. Тепловая обработка ослабляет связи между древесными волокнами, в результате чего процедура размола становится более эффективной и менее энергозатратной.

## Конструкция
Дефибратор состоит из подающего устройства, камер для подогрева и пропарки, размольной камеры и выпускного устройства. Электромагнитный питатель продвигает сырьё в камеру конусовидного червячного подающего устройства, которое одновременно уплотняет щепу и формирует пробку, предотвращающую выход пара в приёмную камеру. Оттуда щепа поступает в подогревательную камеру, а затем — через ещё одно червячное устройство — в размольную. Диски мельницы имеют две условные зоны, которые различаются частотой рифления; первая зона предназначена для предварительного размола, вторая — для окончательного. По завершении процедуры размола полученная масса поступает в шлюзовую камеру через выпускное устройство, которое предотвращает выбивание пара из мельницы. На заключительном этапе аппарат выносит массу в циклон для последующего насыщения.